# Frame Gride
Frame Gride — японська меха файтинг гра розроблена для Sega Dreamcast компанією FromSoftware.

## Ігровий процес
Подібно до серії Armored Core від FromSoftware, гра дає багато можливостей для модифікації мехів. На момент релізу 15 липня 1999 року в грі були доступні однокористувацький режим, локальний режим на двох гравців та онлайн режим на двох гравців; проте онлайн режим було скасовано 31 січня 2001 року.

## Оцінки та відгуки
Джефф Лундріган із Next Generation ознайомився з версією гри для Dreamcast, оцінивши її на 3 зірки із 5ти, прокоментувавши це так: "Ах, якби тільки вона не перекручувала наші пальці своїм керуванням, це було б справжньою любов'ю. Це наче ми застрягли з болем в руках та щасливою закоханістю".